# August Neander

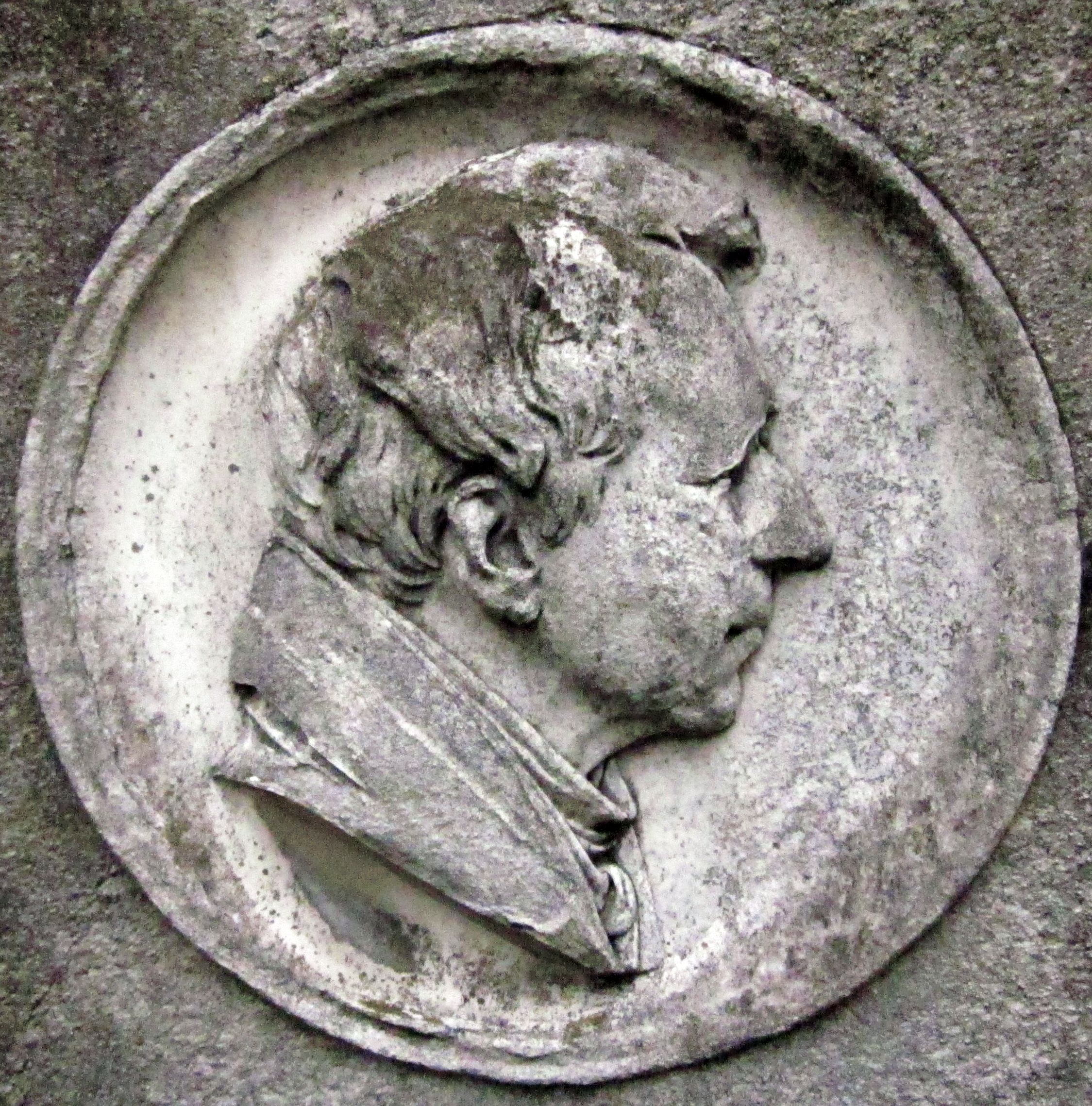
Porträttrelief av August Neander på hans gravsten i Berlin.

Johann August Wilhelm Neander, ursprungligen David Mendel, född den 17 januari 1789 i Göttingen, död den 14 juli 1850 i Berlin, var en tysk teolog och kyrkohistoriker. 
Neander var av judisk härkomst. Ej långt efter hans födelse skildes föräldrarna Emanuel Mendel och Esther Gottschalck och modern flyttade med yngste sonen, David, till Hamburg. Hon gav sonen trots sin fattigdom en god uppfostran och med bistånd från hennes släktingar fick han möjlighet att studera. 
Schleiermachers skrifter och umgänget med studenter som senare blev betydande inom den kristna kyrkan var samverkande orsaker till att han 1806 lät döpa sig. Han ändrade namn och ville därvid anknyta till psalmdiktaren Joachim Neander. Även om han fortsatte sina juridikstudier drogs han alltmer till teologin. 
Teologi och särskilt kyrkohistoria studerade han i Halle och Göttingen. Umgänget med Matthias Claudius blev av stor betydelse för hans inre utveckling. Sedan han 1809 slutat sina studier ägnade han sig en tid åt undervisning och predikoverksamhet. 
Därefter blev han 1811 lärare vid universitetet i Heidelberg, 1812 extra ordinarie professor där och 1813 ordinarie professor i Berlin, till stor del genom Schleiermachers tillskyndelse. Sedermera blev han överkonsistorialråd samt medlem av provinsen Brandenburgs konsistorium och av Vetenskapsakademin. 
Neander var en av 1800-talets mest betydande teologer. Han var en barnafrom personlighet, besläktad med pietismen, utrustad med tankeklarhet och "historisk blick". Det dogmatiska elementet träder hos honom mera i bakgrunden. "Det är hjärtat, som gör teologen" var hans valspråk. Som skriftställare var han mycket produktiv.